# Coupe de Turquie de football 2017-2018
Navigation
Édition précédente Édition suivante
La Coupe de Turquie de football 2017-2018, est la 56e édition de la Coupe de Turquie. 
Elle est organisée par la Fédération de Turquie de football (TFF). La compétition met aux prises 159 clubs amateurs et professionnels à travers la Turquie.
Konyaspor est le tenant du titre.
L'Akhisar Belediyespor remporte son premier titre en battant en finale le Fenerbahçe SK et se qualifie pour la Ligue Europa 2018-2019.

## Résultats

### Huitièmes de finale
| Club              | Match aller | Total | Match retour | Club                   |
| ----------------- | ----------- | ----- | ------------ | ---------------------- |
| Gençlerbirliği SK | 1 - 0       | 2 - 2 | 1 - 2        | Bursaspor              |
| Galatasaray SK    | 3 - 0       | 6 - 0 | 0 - 3        | Bucaspor               |
| Giresunspor       | 3 - 1       | 4 - 3 | 1 - 2        | İstanbul Başakşehir FK |
| Kayserispor       | 3 - 1       | 5 - 1 | 2 - 0        | Antalyaspor            |
| Konyaspor         | 1 - 0       | 2 - 1 | 1 - 1        | Trabzonspor            |
| Fenerbahçe SK     | 3 - 1       | 4 - 1 | 1 - 0        | İstanbulspor           |
| Boluspor          | 2 - 1       | 2 - 2 | 0 - 1        | Akhisar Belediyespor   |
| Beşiktaş JK       | 4 - 1       | 5 - 3 | 1 - 2        | Osmanlıspor            |

### Quarts de finale
| Club                 | Match aller | Total | Match retour | Club              |
| -------------------- | ----------- | ----- | ------------ | ----------------- |
| Akhisar Belediyespor | 1 - 0       | 3 - 2 | 2 - 2        | Kayserispor       |
| Konyaspor            | 2 - 2       | 3 - 6 | 1 - 4        | Galatasaray SK    |
| Beşiktaş JK          | 3 - 1       | 4 - 1 | 1 - 0        | Gençlerbirliği SK |
| Kayserispor          | 1 - 2       | 2 - 4 | 1 - 2        | Fenerbahçe SK     |

### Demi-finales
| Club                 | Match aller | Total | Match retour | Club           |
| -------------------- | ----------- | ----- | ------------ | -------------- |
| Akhisar Belediyespor | 1 - 2       | 3 - 2 | 2 - 0        | Galatasaray SK |
| Beşiktaş JK          | 2 - 2       | 2 - 2 | Forfait      | Fenerbahçe SK  |

### Finale
| Finale                 | Akhisar Belediyespor | 3 - 2   | Fenerbahçe SK | Diyarbakır Stadium, Diyarbakır |  |
| 10 mai 2018 19h30 CEST |                      | (1 - 0) |               |                                |  |